# Vassa
El Vassa (en Pali, vassa, en sànscrit, varṣa, i en ambdues significa "pluja") és el retir espiritual anual de tres mesos observada pels practicants de Theravada. Tenint lloc durant l'estació humida, el Vassa dura tres mesos lunars, generalment a partir del juliol (el mes birmà de Waso, ဝါဆို) a octubre (mes birmà de Thadingyut သီတင်းကျွတ်).

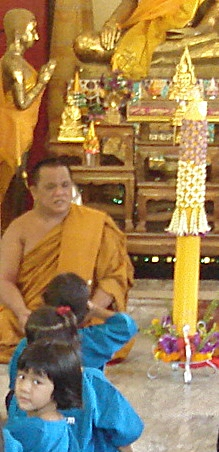
Monjo a Vassa

En anglès, Vassa és sovint glosada com Rains Retreat o Buddhist Lent, aquesta última per analogia amb la Quaresma cristiana (Vassa és anterior en almenys cinc segles).
Durant la durada del Vassa, els monacals s'estan en un lloc, normalment un monestir o un temple. En alguns monestirs, els monjos dediquen el Vassa a la meditació intensiva. Alguns laics budistes opten per observar la Vassa adoptant pràctiques més ascètiques, com abandonar la carn, l'alcohol o fumar. A Tailàndia, la venda d'alcohol està prohibida els primers i darrers dies de la Vassa, coneguda com a "Khao Phansa" i "Wan Ok Phansa". Tot i que de vegades la Vassa es denomina "Quaresma budista", d'altres s'oposen a aquesta terminologia. Normalment, el nombre d’anys que un monjo ha passat a la vida monàstica s’expressa comptant el nombre de vasses (o pluges) des de l’ordenació.
La majoria dels budistes Mahayana no observen la Vassa, tot i que els monjos vietnamites Thiền i Seon coreans observen un retir espiritual equivalent de tres mesos de pràctica intensiva en un lloc, una pràctica observada també al budisme tibetà.
La Vassa comença el primer dia de la lluna minvant del vuitè mes lunar, que és l'endemà d’Asalha Puja o Asalha Uposatha ("dia del Dhamma"). Acaba a Pavarana, quan tots els monacals es presenten davant la sangha i expien qualsevol ofensa que es pogués haver comès durant la Vassa.
A Vassa li segueix Kathina, un festival en què els laics expressen gratitud als monjos. Els budistes laics porten donacions als temples, especialment vestits nous per als monjos.
La tradició vassa és anterior a l’època de Gautama Buddha. Els ascetes mendicants de l’Índia no viatjaven durant la temporada de pluges, ja que podien fer malbé sense voler els cultius, els insectes o fins i tot a si mateixos durant els seus viatges. Molts ascetes budistes viuen en regions que no tenen una temporada de pluges. En conseqüència, hi ha llocs on normalment no es pot observar la Vassa.